# Evaldo da Silva
Evaldo da Silva, född 18 oktober 1958, är en friidrottare från Brasilien. Han deltog vid olympiska sommarspelen 1984.